# Thion
Pour les articles homonymes, voir Thion (homonymie).
Thion est une commune et le chef-lieu du département de Thion dans la province de la Gnagna de la région de l'Est au Burkina Faso.

## Géographie
Thion est située à 21 km au Nord-Ouest de Bogandé, le chef-lieu de la province. La commune est traversée par la route départementale 144 qui relie Manni au Nord à Bogandé au Sud, faisant une boucle à l'Ouest doublant la route nationale 18.

## Santé et éducation
Thion accueille un centre de santé et de promotion sociale (CSPS).